# Dimiao
Dimiao est une municipalité de la province de Bohol, aux Philippines.

## Démographie
En 2020, la population était de 14 889 habitants.